# Le Monde perdu (film, 1998)
Pour les articles homonymes, voir Le Monde perdu.
Pour plus de détails, voir Fiche technique et Distribution.
Le Monde perdu (The Lost World) est un vidéofilm fantastique américain de Bob Keen sorti en 1998 inspiré du roman d'Arthur Conan Doyle Le Monde perdu.

## Synopsis
Le Professeur Challenger avance l'idée que des Dinosaures vivent toujours quelque part en Mongolie. Il monte une expédition et part vers les collines du nord de la Mongolie pour prouver ses dires...

## Distribution
- Patrick Bergin (VQ : Hubert Gagnon) : George Challenger
- Julian Casey (VQ : Gilbert Lachance) : Arthur Malone
- Michael Sinelnikoff (VQ : Claude Préfontaine) : Summerlee
- David Nerman (VQ : Pierre Auger) : John Roxton
- Jayne Heitmeyer (VQ : Élise Bertrand) : Amanda White
- Gregoriane Minot Payeur (VQ : Violette Chauveau) : Djena
- Jack Langedijk : Maple White
- James Bradford (VQ : Yvon Thiboutot) : Lord Thomas
- Jacques Lessard : Oscar Perreault
- Russell Yuen (VQ : Joël Legendre) : Myar